# Le Mal d'aimer
Pour le film de Moraldo Rossi (it) sorti en 1965, voir La coda del diavolo.
Pour plus de détails, voir Fiche technique et Distribution.
Le Mal d'aimer (La coda del diavolo) est un film franco-italien réalisé par Giorgio Treves, sorti en 1986.

## Fiche technique
- Titre original : La coda del diavolo
- Titre français : Le Mal d'aimer
- Réalisation : Giorgio Treves
- Scénario : Vincenzo Cerami, Pierre Dumayet et Giorgio Treves
- Photographie : Giuseppe Ruzzolini
- Musique : Egisto Macchi
- Pays d'origine :  Italie /  France
- Genre : romantique
- Durée : 89 minutes (1 h 29)
- Date de sortie :3/12 1986

## Distribution
- Robin Renucci : Robert Briand
- Isabelle Pasco : Marte-Blanche
- Piera Degli Esposti : Thérèse
- Franco Citti : Cigal
- Andrzej Seweryn : Le colporteur
- Erland Josephson : Le Père de Robert
- Carole Bouquet : Eleonore
- Paolo Rossi
- Philippe du Janerand